# Daniel Boysen
Daniel Boysen (født Pedersen den 28. maj 1986 i Sydvestjylland), er en dansk forfatter. Daniel Boysen er født og opvokset i Stenderup, men er i dag bosat i København.
Daniel Boysen arbejdede tidligere som litteraturformidler på Hovedbiblioteket Dokk1 i Aarhus.
Han veksler mellem prosa og poesi i sit forfatterskab. Han har udgivet romaner, digte og noveller. Et gennemgående træk i hans skrift er et impressionistisk blik med elementer af fantastik.